# 张江感恩堂

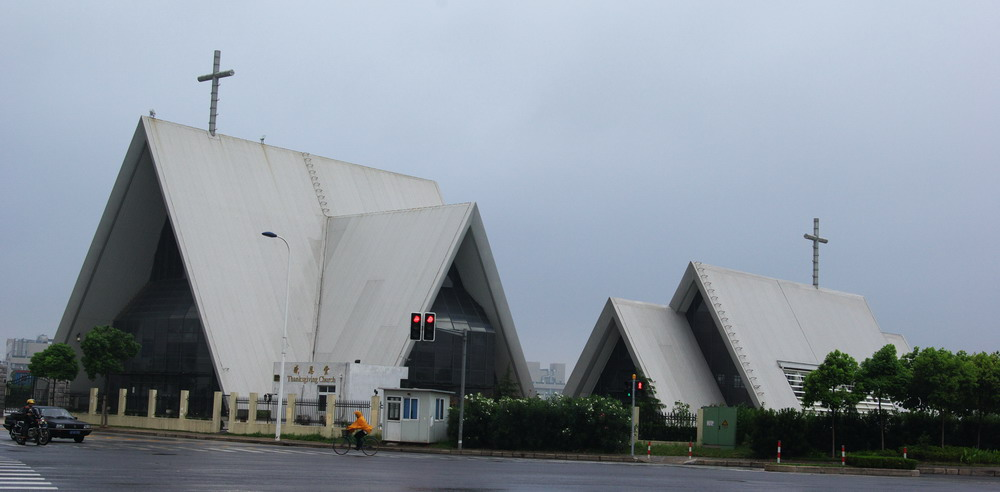
张江感恩堂

张江感恩堂位于上海市浦东新区张江镇申江路丹桂路交界处，是一座现代风格的教堂，占地面积6000平方米。造型立意为一群帐篷在水边安营扎寨，来自《启示录》第21章第3节：“看哪！神的帐幕在人间。”
该教堂由地处张江高科技园区的中芯国际公司CEO张汝京倡议建造，其本人为虔诚的基督徒。中芯国际亦资助了相当一部分的款项。

## 活动时间表
- 主日崇拜 星期日 中文 上午 8:00 - 9:30; 10:00--11:30， 英文 下午4:00--5:30
- 青年团契 星期二 中文 晚7：30--9：30
- 查经班 星期四 下午 12：30--2：30
- 英文聚会 星期五 晚7：30--9：30